# Szomorú vasárnap (film, 1999)
A Szomorú vasárnap (Ein Lied von Liebe und Tod; Gloomy Sunday – A Song of Love and Death) 1999-es német–magyar film, rendezője Rolf Schübel. A világhírű zeneszerző Seress Rezső életének, illetve az egyetlen magyar világsláger, a Szomorú vasárnap című dalának állít emléket. A film a második világháború idején játszódik, a zsidóüldözés, illetve -gyűlölet is megjelenik a filmdrámában. Mányai Zsuzsának ez volt az utolsó munkája, aki még az utómunkálatok közben, 1999. január 9-én hunyt el, így az utószinkront helyette Némedi Marival forgatták le.

## Cselekmény
|  | Alább a cselekmény részletei következnek! |

Budapest, a harmincas évek vége: Szabó László vendéglős szép szerelmével, Ilonával egy kitűnő kis éttermet vezet. A teljességhez csak egy zongora és egy zongorista hiányzik. Vesznek is egy zongorát és szerződtetnek egy halk szavú zongoristát, Aradi Andrást, aki hamarosan beleszeret Ilonába. A nő viszonozza a szerelmet és kialakul hármójuk különös kapcsolata.
Ilona születésnapján András egy dalt ajándékoz a nőnek, első és egyetlen szerzeményét: a "Szomorú vasárnap"-ot. Az étteremben tartózkodik egy fiatal német kereskedelmi utazó, Hans Eberhard Wieck, aki Szabó zseniális göngyölt húsától és András csodálatos zenéjétől elragadtatva szintén beleszeret Ilonába. A nő azonban visszautasítja őt. Amikor Wieck ittasan és boldogtalanul a Dunába veti magát, Szabó megmenti és elkíséri a Németországba induló vonathoz.
Egyikük sem sejti, hogy a "Szomorú vasárnap" ezen a napon túl is összeköti majd sorsukat. Kitör a háború és Hans Eberhard Wieck SS-Brigadeführerként tér vissza Budapestre azzal a megbízatással, hogy a "zsidó gazdasági javakat vegye nyilvántartásba". Barátként megy az étterembe, és először megóvja a zsidó származású Szabót az internálástól, de később durván és kegyetlenül visszaél hatalmával. Lászlóék idillikus háromszög-történetéből kegyetlen-ádáz négyszög jön létre. Ilona kísérletei, hogy Lászlót megmentse, egyre kétségbeesettebbek és reménytelenebbek, ahogy a háború a vége felé közeledik. 1945. Szabó László és Aradi András halott – Ilona terhes – Wieck "nácitlanítva" új életet kezd.
1998. Wieck 80. születésnapját ünnepli Budapesten, a Szabó Étteremben, ahol a zongora mellett Ilona fiatalkori fényképe áll. Az ünnepségen a zongorista és a hegedűs a "Szomorú vasárnap"-ot játsszák. 50 évvel később a híres dal bosszút áll.
|  | Itt a vége a cselekmény részletezésének! |

## Szereplők
| Szereplő                | Színész                              |
| ----------------------- | ------------------------------------ |
| Várnai Ilona            | Marozsán Erika                       |
| Szabó László            | Joachim Król                         |
| Aradi András            | Stefano Dionisi                      |
| Hans Wieck              | Ben Becker                           |
| Ilona fia               | Bálint András                        |
| Prímás                  | Boros Géza (Móni Ottó)               |
| Zongorista              | Schmidt Péter                        |
| Wieck idős korában      | Rolf Becker (Szokolay Ottó)          |
| Wieck felesége          | Ilse Zielstorff (Czigány Judit)      |
| Nagykövet               | Bács Ferenc                          |
| Nagykövet felesége      | Zsolnai Júlia                        |
| Orvos                   | Sipos Áron                           |
| Törresz úr              | Ernst Kahl                           |
| István, főszakács       | Jörg Gillner (Pataki Imre)           |
| Kukta                   | Denis Moschitto (Albert Gábor)       |
| Zöldséges               | Mikó István                          |
| Novák, igazgató         | Michael Gampe (Szersén Gyula)        |
| Svoboda                 | Karl Fischer (Cs. Németh Lajos)      |
| Schwitz                 | Markus Hering (Kajtár Róbert)        |
| Postás                  | Werner Brehm (Szélyes Imre)          |
| Idős zsidó úr           | Némethy Ferenc                       |
| Ifjú Mendel             | Wanja Mues (Baráth Attila)           |
| Mendel kisasszony       | Gryllus Dorka                        |
| Tajtelbaum professzor   | Kenderesi Tibor                      |
| Tajtelbaum unokahúga    | Ráckevei Anna                        |
| Újságíró                | Kanizsai István                      |
| Filmhíradó-bemondó      | Korbuly Péter                        |
| Borszállító             | Weit Stübner                         |
| Gyertyaárus             | Bakó Márta                           |
| Eichbaum, SS-őrnagy     | Sebastian Koch (Kőszegi Ákos)        |
| Häberle kisasszony      | Ulrike Grote                         |
| Schnefke, SS-ezredes    | László L. Kish (Sörös Sándor)        |
| SS-hivatalnok           | Stefan Weinert (Barabás Kiss Zoltán) |
| László szomszédasszonya | Mányai Zsuzsa (Némedi Mari)          |
| Riporter I.             | Hajtó Aurél                          |
| Riporter II.            | Kégl György                          |
| Riporter III.           | Hetényi Árpád                        |
| BBC-riporter            | Tanya M. Nagel (Sipos Magdi)         |